# Alfred Fock
Alfred Henrik Edvard Fock,  född 9 oktober 1818 på Nääs, i Bjurbäcks socken, Skaraborgs län, död 19 februari 1901 i Stockholm, var en svensk friherre, fysiker, ämbetsman och politiker.

## Biografi
Alfred Fock var fjärde barn till fänriken friherre Adolph Fredrik Fock i dennes första äktenskap, med Anna Carolina De Frese. Modern dog innan han fyllt två år, och fadern gifte då om sig med grevinnan Mariana Sparre af Söfdeborg.
Fock blev 1837 underlöjtnant vid Kronobergs regemente, genomgick 1838–1841 Högre artilleriläroverket i Marieberg, tjänstgjorde 1841–1844 där som repetitör och förordnades 1846 till lärare i fysik vid samma läroverk, en befattning han behöll till 1858, då han blev professor i allmän och tillämpad fysik vid Teknologiska institutet, där han hade varit lärare i samma ämnen från 1847. Fock tog även 1858 avsked ur krigstjänsten, och hade då nått kaptens grad. 1870 utnämndes han till expeditionssekreterare i Kunglig Majestäts kansli och byråchef i Civildepartementet samt blev 1872 chef i Finansdepartementets byrå för kontroll av tillverkningsavgifter och 1878 kansliråd i Kunglig Majestäts kansli. År 1884 tog han avsked ur statstjänsten.
I alla kommittéer, som sedan 1863 varit tillsatta för Sveriges uppträdande i internationella konst- och industriutställningar, deltog Fock och fungerade såsom kommissarie vid den skandinaviska industriutställningen i Stockholm 1866. Han var ordförande i den 1871 tillsatta kommittén angående ny ordningsstadga för brännerierna och från 1879 i kommittén angående tillverkning och försäljning av brännvin samt angående maltdrycksbeskattning, vilken han tillhörde som ledamot från 1877. Han var vidare ledamot i kommittén angående den lägre tekniska undervisningen 1873–1874 och angående författningar rörande mått och vikt 1877–1878.
Efter att ha deltagit i ett par av de sista ståndsriksdagarna, valdes Fock 1866 till ledamot av Andra kammaren för Stockholms stad, och innehade denna riksdagsplats till och med 1893 års riksdag, med undantag av perioden 1888–1890, då valet av honom och av övriga Stockholmsledamöter upphävdes av formella skäl, på grund av affären med Ångköks-Olles skatteskuld.
De sista åren var Fock kammarens ålderspresident. Med moderat-liberala och frihandelsvänliga åsikter intog han en försonlig hållning till tidens maktägande lantmannaparti och rönte flerfaldiga bevis på deras förtroende. Han var 1870–1883 ledamot av bevillningsutskottet (och 1875–1882 dess ordförande) samt fungerade som fullmäktig 1869–1874 i Riksgäldskontoret och 1874–1893 i Sveriges riksbank. 1863–1868 var han stadsfullmäktig i Stockholm.
Fock blev ledamot av Musikaliska akademien 1852, av Krigsvetenskapsakademien 1854, av Vetenskapsakademien 1856 och av Lantbruksakademien 1859, i vars hushållnings- och slöjdavdelning han 1862 blev föredragande och som han blev hedersledamot av 1888.
Fock var gift med Axelina Fries (1829–1888), dotter till Bengt Fries. De fick fyra barn, varav en dotter dog späd. Av barnen blev Carl Alexander Fock överste och chef för Helsinge regemente samt ledamot av krigshovrätten. Denne fick fem döttrar, däribland Carin, gift Göring och Mary, gift von Rosen. Fock finns representerad vid bland annat Nationalmuseum i Stockholm. Alfred Fock var farbror till Adolf Fock.
Makarna Fock är begravda på Solna kyrkogård.